# Abernethy Round Tower
Abernethy Round Tower er et rundt stentårn i irsk stil, som står på School Wynd i Abernethy, Perthshire i Skotland. Det er ét af to rundtårne i Skotland, det andet findes ved Brechin Cathedral.
Tårnet er placeret på byens School Wynd, i landsbyens kirkegård ved siden af sognekirken St Bride's. Det stammer fra 1000-tallet og er fredet som scheduled monument.</ref>

## Historie
Tårnet er forbundet med det historiske abbedi eller kloster i landsbyen – tidligere tilhørende culdeere og senere overtaget af augustinerne, før det blev opløst i midten af 1500-tallet. Rester af abbediet var stadig synlige i slutningen af 1700-tallet, men er nu gået tabt.
En plakette på tårnet markerer stedet som det, hvor Malcolm 3. af Skotland aflagde troskabsed til Vilhelm Erobreren i 1072, omkring seks år efter slaget ved Hastings, med underskrivelsen af Abernethy-traktaten.

## Struktur
Tårnet, som er bygget i sandsten, er 22,5 m højt og har en diameter på 4,57 m ved jorden, som smalner opad til 3,96 m. Murene er 1,07 m tykke. Øverst findes en udsigtsplatform, som er åben for offentligheden i sommermånederne.
De tolv nederste lag er af en anden farvet sten end resten af bygningen, hvilket har ført til spekulationer om, at fundamentet blev bygget før resten af tårnet. Der er tegn på, at tårnet oprindeligt havde seks trægulve, sandsynligvis forbundet med stiger. På ydersiden, ved tårnets base, er der fastgjort en piktisk sten; tårnet har desuden et jernbeslag – en joug eller gabestok – monteret.
Gennem årene er der foretaget forskellige ændringer på tårnet, herunder installationen af en spiraltrappe i jern indvendig, så det er muligt at komme op i tårnet. Der er også tilføjet vinduer og et udvendigt ur. Det nuværende ur stammer fra 1868 og bærer initialerne fra dronning Victoria. En flagstang med et spir udformet som en laks, der henviser til en traditionel industri i byen.